# سمبات شاه‌عزیز
سمبات شاه‌عزیز (به ارمنی: Սմբատ Շահազիզ)، (زاده ۵ سپتامبر ۱۸۴۰ - درگذشته ۵ ژانویه ۱۹۰۸) شاعر، فعال اجتماعی، معلم و ناشر اهل ارمنستان؛ و یکی از بنیانگذاران شعر نو ارمنی است.

## زندگی‌نامه
سمبات کوچکترین فرزند بین شش فرزند یک فرد روحانی بود که در ۵ سپتامبر ۱۸۴۰ میلادی آشتاراک، ارمنستان به دنیا آمد. یرواند شاه‌عزیز برادرزاده وی بود. در سال ۱۸۶۷ میلادی از دانشگاه دولتی سن پترزبورگ در رشته زبان‌های شرقی فارغ‌التحصیل شد و در کالج لازاریان مشغول به تدریس شد. وی در سال ۱۸۹۸ میلادی بازنشسته شد. وی در آرامستان ارامنه مسکو به خاک سپرده شده است.

## افکار و سبک شعری سمبات شاه‌عزیز
مضامین اشعار شاه عزیز را میهن‌پرستی گرم و صادقانه، فداکاری برای میهن و مردم، پیکار علیه جهل و عقب ماندگی اجتماعی، روشنگری و ایجاد ارتباط بین مردم و فرهنگ غنی دیرینه اش، ستایش زیبائی‌های زندگی و طبیعت و خشم و نفرت ورزی به ستمگران و تحمیق کنندگان مردم تشکیل می‌دهند.

## کتابشناسی
- Hours of freedom، (سال ۱۸۶۰ میلادی اولیه مجموعه شعر)
- Levon's grief، (سال ۱۸۶۵ میلادی)
- Recollections from the feast of Vardanank، (سال ۱۹۰۱ میلادی)
- A few words to my readers، (سال ۱۹۰۳ میلادی)

## نگارخانه

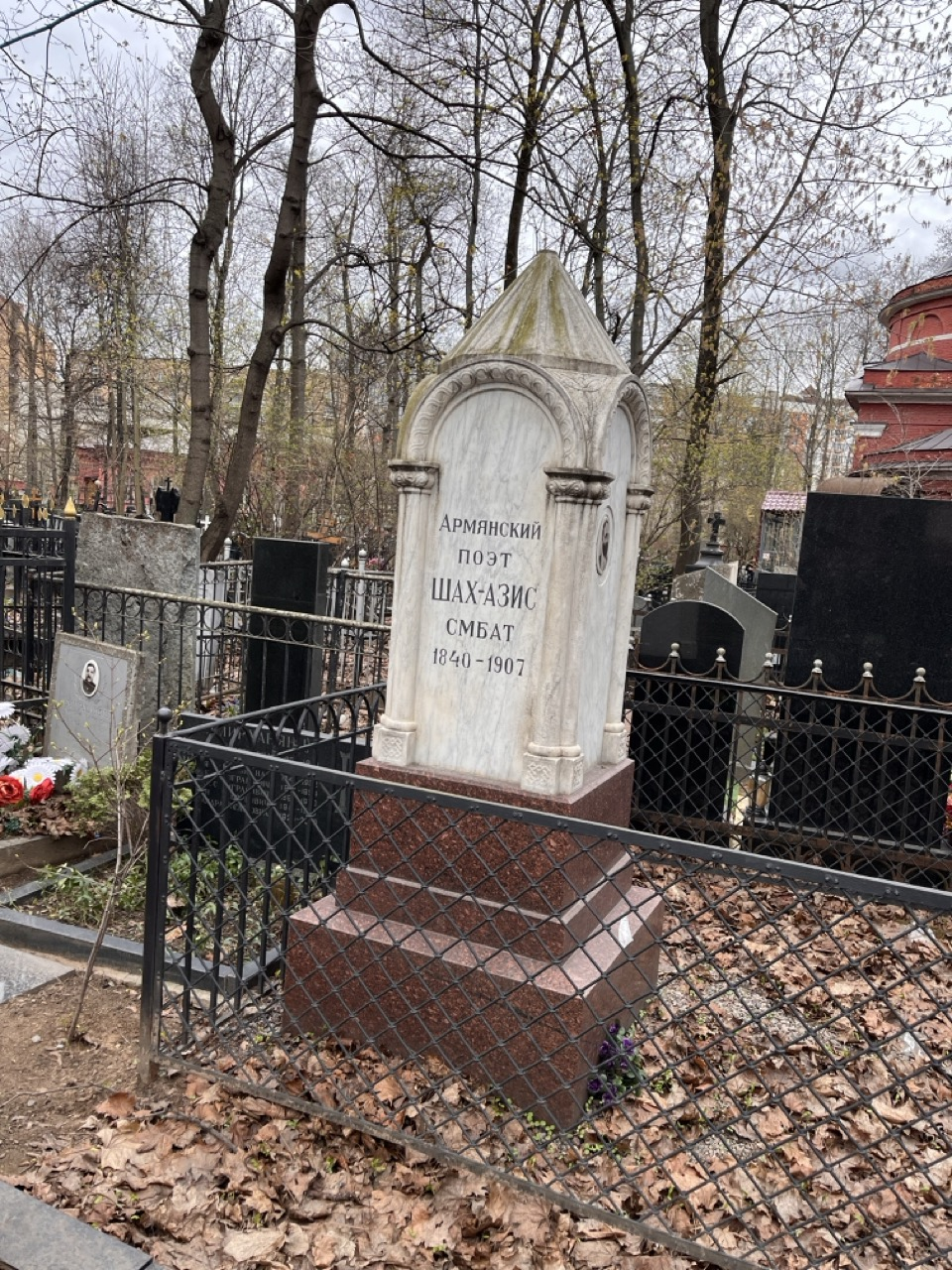
آرامگاه شاه‌عزیز در آرامستان ارامنه مسکو
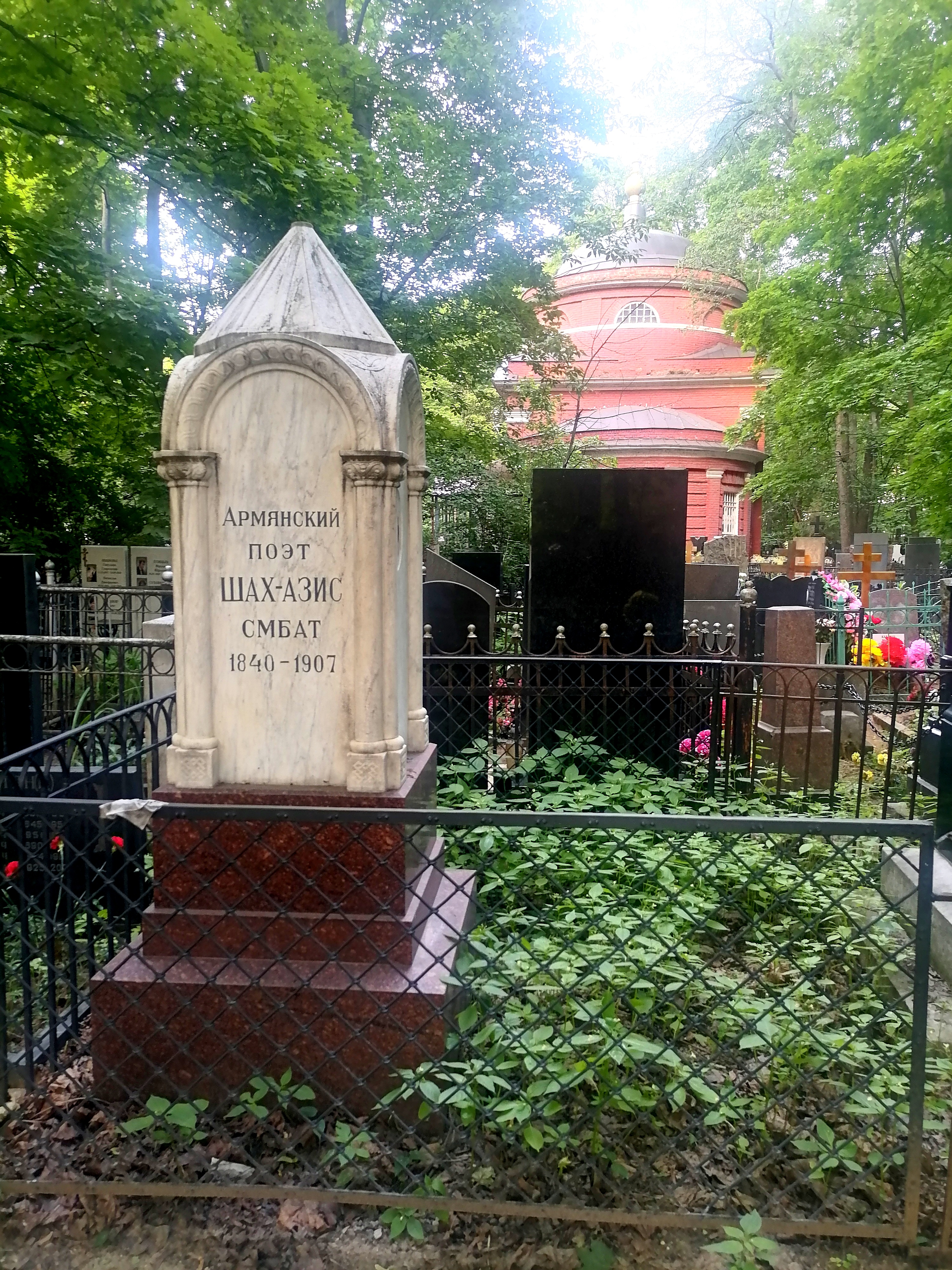
آرامگاه شاه‌عزیز
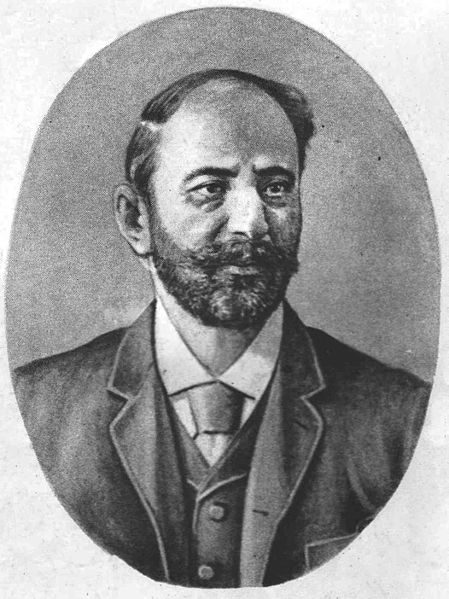
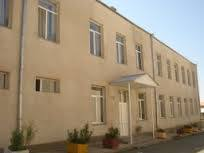
مدرسه شماره 2 آشتاراک